# Ibtissem Doudou
Ibtissem Doudou (arab.  ابتسام دودو ;ur. 20 listopada 1999) – algierska zapaśniczka walcząca w stylu wolnym. Olimpijka z Paryża 2024, gdzie zajęła czternaste miejsce w kategorii do 50 kg. 
Brązowa medalistka igrzysk afrykańskich w 2019, a także mistrzostw Afryki w 2020, 2022, 2023 i 2024; czwarta w 2019. Szósta na igrzyskach śródziemnomorskich w 2022. Mistrzyni Afryki juniorów w 2016 i kadetów w 2015 roku.